# Vipère péliade
Vipera berus · Vipère berus, Péliade berus, Vipère à plaques de Péliade
Espèce
Synonymes
- Coluber berus Linnaeus, 1758
- Chersea vulgaris Fleming, 1822
- Vipera berus pseudaspis Schreiber, 1912
- Vipera sachalinensis Zarevsky, 1917
- Vipera nikolskii Vedmederya, Grubant & Rudajewa, 1986

Statut de conservation UICN

LC : Préoccupation mineure

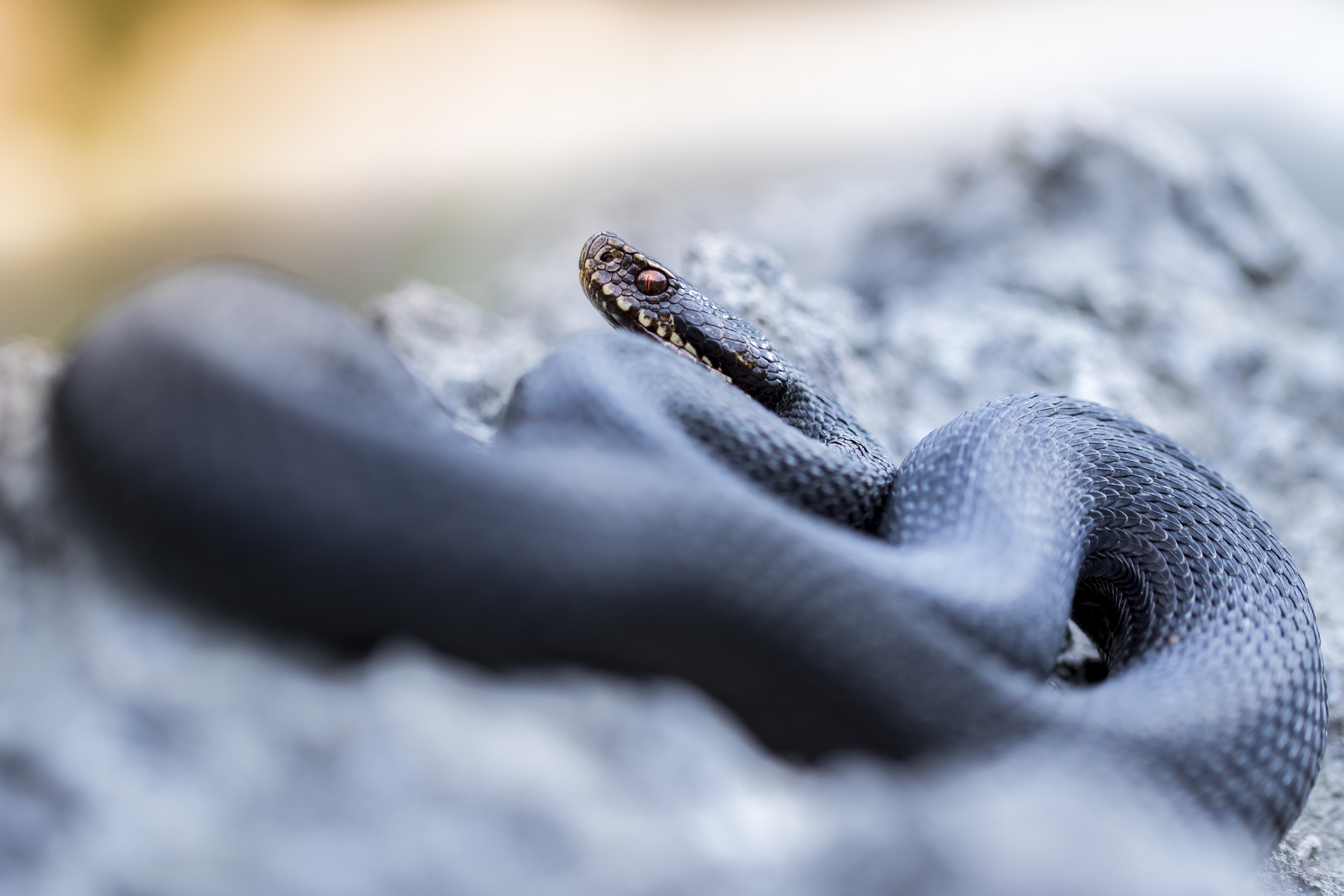
Une vipère péliade en Italie. Mai 2018.

Vipera berus, la Vipère péliade, est une espèce de serpents venimeux de la famille des Viperidae à distribution paléarctique.

## Étymologie et noms vernaculaires
Son nom spécifique, berus, vient du grec βηρος puis du latin verus « vrai », « véritable » dans le sens de « commun » de par sa large répartition en Europe.

Son nom vernaculaire « péliade » vient probablement du grec Πηλιας, nom de la lance d'Achille dont la hampe venait du Mont-Pélion, ou peut-être du grec πελιος, « sombre », en référence à sa couleur.

Après le placement de l'espèce dans le genre Pelias par Merrem (1820) puis Duméril, Bibron & Duméril (1854) les auteurs l'appellent « péliade berus » ou « petite vipère ». Elle est ensuite appelée « vipère berus » ou « vipère à plaques de Péliade » (Rollinat 1934, Phisalix 1940). L'emploi de « vipère péliade » semble plus récent (Domergue 1942, Freytey 1975, Naulleau 1984).

## Description

### Morphologie
La vipère péliade, dont le corps est relativement large, peut atteindre 60 cm à l'âge adulte, mais mesure en moyenne 55 cm. Cette taille varie toutefois selon la localité. Les spécimens les plus grands se trouvent généralement en Scandinavie, certains individus pouvant dépasser les 90 cm (deux spécimens de 104 cm ont déjà été observés). En France et en Grande-Bretagne, la taille maximale est d'environ 80 à 87 cm. En moyenne elle n'est que légèrement plus grande que la vipère aspic. Vipera berus a une masse pouvant aller de 50 à 180 g,.
La tête est large et distincte du corps tandis que ses flancs sont presque droits.

### Écailles

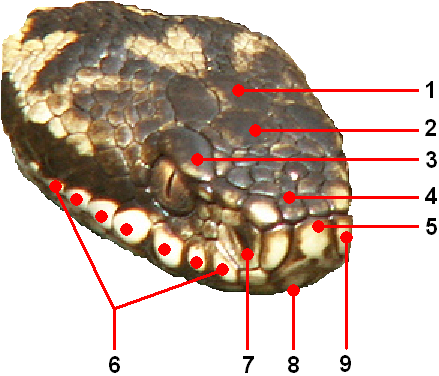
Détails des écailles de la tête :
1 = Pariétale
2 = Frontale
3 = Supraoculaire
4 = Internasale
5 = Rostrale
6 = Supralabiale
7 = Nasale
8 = Mentale
9 = Prénasale

#### Sur la tête
Vue de dessus, l'écaille rostrale n'est pas visible, ou à peine visible. Immédiatement après la rostrale se trouvent deux (rarement une) petites écailles. Sur la face dorsale de la tête, on trouve généralement cinq grandes écailles plates remarquables :
- une écaille frontale plus longue que large, aux contours anguleux et de forme parfois rectangulaire,
- deux écailles pariétales (une petite écaille est parfois intercalée  entre la frontale et les pariétales),
- deux écailles supraoculaires longues et étroites qui sont séparées de la frontale par une à quatre petites écailles.

La narine est située dans une petite dépression au sein de la grande écaille nasale. L'œil est relativement grand puisqu'il est de la même taille que cette dernière, bien qu'il soit généralement plus petit chez la femelle. Sous les supraoculaires, on peut voir six à treize (mais généralement entre huit et dix) petites écailles circumorbitales. Les écailles temporales sont lisses (mais peuvent parfois être  légèrement carénées). On compte entre dix et douze écailles sublabiales et entre six et dix (généralement huit à neuf) supralabiales. Chez ces dernières, les numéros 3 et 4 (en partant du museau) sont les plus grandes, les 4 et 5 (mais parfois les 3 et 4) étant séparées de l’œil par une seule rangée de petites écailles (parfois par deux rangées dans les populations alpines).

#### Sur le reste du corps
On trouve 21 rangées d'écailles dorsales (mais, rarement, on peut en trouver 19, 20, 22 ou 23). Celles-ci sont très fortement carénées, mises à part celles qui bordent les écailles ventrales. Ces dernières sont par ailleurs entre 132 et 150 chez les mâles et entre 132 et 158 chez les femelles. Il n'y a qu'une seule écaille anale, les écailles subcaudales, appariées étant au nombre de 32 à 46 chez les mâles, 23 à 38 chez les femelles.

### Denture
C'est un serpent solénoglyphe, dont les crochets venimeux sont mobiles et possèdent un canal fermé pour l'écoulement du venin.

## Distribution

Partie occidentale de l'aire de répartition de Vipera berus.

Vipera berus a une aire de répartition très étendue. On peut la trouver à travers toute l'Eurasie, de l'ouest (Royaume-Uni, Scandinavie, France, Belgique) à l'est de l'Asie (nord de la Chine et de la Mongolie, Corée du Nord, et même jusqu'à l'île de Sakhaline dans l'océan Pacifique), en passant par l'Italie, l'Albanie, la Croatie, la Macédoine, la Bulgarie et le nord de la Grèce. Au nord, elle s'étend même au-delà du cercle polaire arctique.
Cette vipère est le seul serpent venimeux présent dans la moitié nord de l'Europe, que ce soit en Grande-Bretagne, au Benelux, en Allemagne, en Scandinavie, en Pologne, dans les pays baltes, en Russie ou dans le nord de la France.
L'espèce a cependant beaucoup régressé dans les régions cultivées d'Europe occidentale et ses populations sont aujourd'hui souvent très morcelées. Elle a disparu de vastes zones, notamment à cause de l'agriculture intensive, ainsi que par la dégradation et le mitage de ses habitats de prédilection. Ainsi en Belgique par exemple, elle n'existe plus que dans le sud-ouest de l'Ardenne pour la Wallonie, et quelques populations relictuelles subsistent dans les landes de Campine en région flamande, mais elle a disparu partout ailleurs. Dans le Nord-Pas-de-Calais elle n'est plus signalée que très localement dans la partie occidentale du Pas-de-Calais. En Picardie, elle subsiste encore dans la vallée de la Somme entre Corbie et Bray-sur-Somme. Dans ces régions elle bénéficie désormais de mesure de protection ou de suivi.
La localité type était auparavant considérée comme étant « Europe » mais Mertens & Müller (1940) ont proposé de la limiter à Uppsala (Suède) et elle a fini par être restreinte à Berthåga, Uppsala par Krecsák & Wahlgren (2008).

## Habitat
La vipère péliade vit dans des milieux très variés, pourvu qu'ils présentent un certain nombre de caractéristiques communes. Elle a besoin essentiellement de milieux ouverts et fuit les forêts ombragées dépourvues de clairières. Elle affectionne les végétations basses étagées à structuration complexe, qui lui offrent à la fois une bonne productivité alimentaire (abondance des micro-mammifères) et des cachettes où elle peut se retirer rapidement en cas de danger, ce qui est notamment le cas des broussailles, friches, haies, buissons épars comme les bruyères, ronciers et fourrés buissonnants. Des pierriers peuvent également convenir. Elle a aussi besoin de zones entièrement dégagées, bien exposées, même si elles peuvent être de faible étendue, pour pouvoir se chauffer au soleil : souches, pierres, chemins peu fréquentés, zones de broussaille couchée ou de terre nue restant souvent au sec, herbe rase ou encore tapis de mousse.
Ces trois conditions sont réunies dans les landes à bruyères, les lisères forestières structurées (avec ourlet forestier), les clairières, les tourbières et autres marais ouverts, les haies bocagères, les talus, les friches, les carrières, les bords de voies ferrées abandonnées ou non, les massifs dunaires littoraux à végétation diversifiée, les pelouses calcicoles avec buissons, les prairies d'altitude, etc. Les conditions idéales pour l’espèce sont souvent réunies le long des écotones entre milieux ouverts et milieux boisés, ainsi que dans les végétations transitoires s'inscrivant dans une dynamique de végétations et formant des mosaïques de milieux (campagnes anthropisées en exploitation extensive, remplaçant les dynamiques naturelles de boisement et d'ouverture du milieu). La déprise agricole peut favoriser temporairement la vipère, comme beaucoup d'autres espèces des milieux ouverts, mais cette situation n'est pas perenne car elle est ensuite éliminée par la densification de la végétation menant au reboisement naturel, qui cause la fermeture du milieu.
Plus régulièrement que la vipère aspic, la vipère péliade peut vivre dans des milieux à dominante humide, pourvu que quelques parties au moins ne soient pas inondables, et elle est moins thermophile. Elle peuple même les tourbières d'altitude jurassiennes et celles des forêts boréales de Laponie et de Sibérie. Elle peuple également des landes côtières venteuses de Bretagne et d’Écosse. Ainsi, dans les régions où les deux espèces sont présentes, la vipère péliade occupe les habitats plus humides, les versants plus frais et, généralement, les zones d'altitude plus élevée, tandis que la vipère aspic est plus compétitive dans les habitats thermophiles de basse altitude, excluant ainsi la vipère péliade de ces habitats. Mais dans les régions plus nordiques où la vipère aspic et les autres espèces compétitrices sont absentes, la vipère péliade occupe également les milieux les plus chauds et secs disponibles, parfois même préférentiellement.

## Liste des sous-espèces
Selon The Reptile Database (10 décembre 2013) :
- Vipera berus berus (Linnaeus, 1758)
- Vipera berus bosniensis (Boettger, 1889)
- Vipera berus nikolskii (Vedmederja, Grubant & Rudajewa, 1986)
- Vipera berus sachalinensis Zarevsky, 1917

## Alimentation

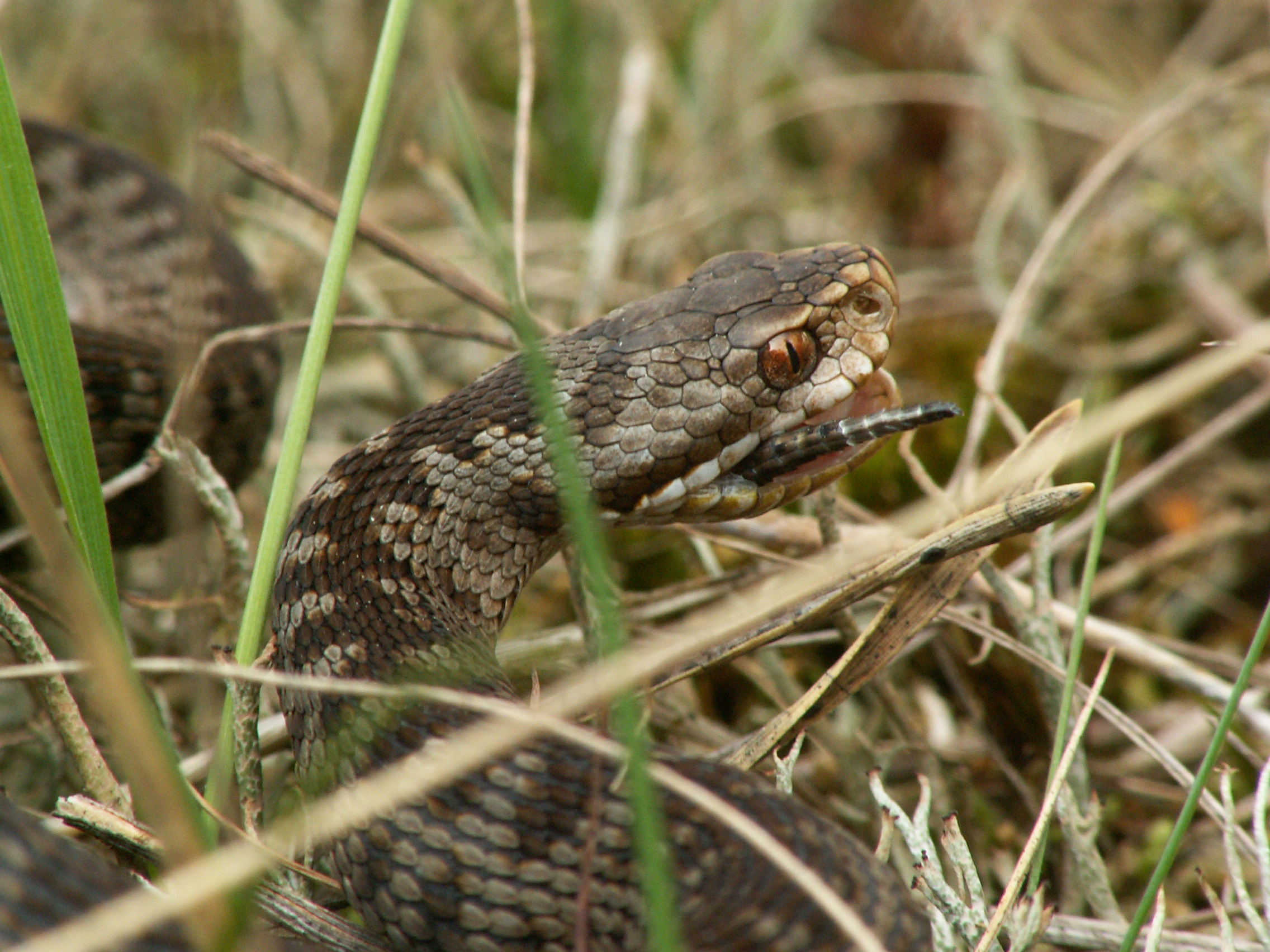
Jeune vipère péliade en train d'avaler un lézard vivipare.

La vipère péliade se nourrit principalement de micromammifères comme des campagnols, des mulots, des souris et des musaraignes, ainsi que, dans une moindre mesure, des lézards. Plus occasionnellement, elle peut consommer des orvets ou encore des belettes, des taupes ou des amphibiens (grenouille rousse). Des oiseaux peuvent également rentrer dans son menu.
Généralement, la composition des repas varie selon la localité. Les juvéniles ont tendance à manger de jeunes mammifères, des petits lézards, des jeunes grenouilles, des orthoptères, ainsi que des vers et des araignées. Ils commencent à manger la même chose que les adultes lorsqu'ils atteignent une taille d'environ 30 cm.
Elle parcourt lentement son territoire à la recherche de proies et chasse à l'affût. La vipère s'arrête, observe sa proie une ou deux minutes, puis l'attaque lorsque celle-ci est à la bonne distance.

## Reproduction
Il existe une seule période d'accouplement, au printemps.
La durée de la gestation varie selon les conditions climatiques, mais on constate que dans une région donnée, les mises bas ont lieu presque en même temps (espèce ovovivipare).
Le nombre moyen de vipéreaux est de 7.

## Prédateurs
Les principaux prédateurs de cette vipère sont le sanglier, le faisan, les rapaces (buse), la belette.

## Venimosité
Comme les autres vipéridés, la péliade est venimeuse. Elle possède des glandes à venin reliées à des crochets canaliculés. Au repos ces crochets sont couchés vers l'arrière dans des replis cutanées à l'intérieur de la bouche. À l'attaque ces crochets sont déployés vers l'avant. Les serpents possédant cette particularité, commune à tous les membres de la famille des vipéridés, sont désignés sous le nom de solénoglyphes.
L'appareil venimeux est pour la vipère une arme de chasse, destinée à immobiliser les proies alimentaires (petits mammifères, lézards) et à faciliter leur digestion. Les longs crochets permettent d'injecter le venin profondément dans les tissus de la proie. Le venin contient principalement des enzymes (hydrolases peptidiques, hyaluronidase, phospholipase A2, phosphodiestérases et oxydase d’acides L-aminés) qui provoquent la dégradation des protéines de la proie.
La vipère péliade n'attaque jamais spontanément de grands animaux ni l'homme. Elle ne le fait que par réflexe de surprise ou si elle se sent menacée et est dans l'incapacité de fuir. Elle est inoffensive à toute distance supérieure à sa propre longueur. Les morsures de vipères sont assez rares en Europe, et le risque est d'autant plus faible que l'on porte des chaussures et pantalons et que l'on reste sur les chemins lorsque l'on fréquente des habitats où elles sont présentes. Pour éviter tout risque dans les lieux broussailleux il est possible d'adopter certaines mesures supplémentaires : marcher dans l'herbe avec des chaussures fermées ou des bottes, frapper le pas pour faire fuir les serpents (ceux-ci sont sourds mais sont en revanche sensibles aux vibrations), ne pas retourner les pierres ou les souches et ne pas fouiller la végétation avec les mains.
La plupart des morsures de serpents en Europe tempérée sont cependant imputables à la vipère péliade, qui comparée à l'aspic, possède une aire de répartition beaucoup plus étendue et semble un peu moins farouche. La vipère péliade est à l'origine, dans le nord de la France, des 3/4 des morsures déclarées de serpents car elle y est le seul serpent venimeux présent à l'état sauvage. La vipère aspic n'est presque pas présente au nord d'une ligne allant de Nantes à Metz en passant par le sud de l'Île-de-France.
La gravité d'une morsure pour la santé dépend principalement de l'envenimation, c'est-à-dire de la quantité de venin injectée et de sa diffusion dans l'organisme, cette dernière pouvant être amplifiée par des comportements inadaptés. La réaction à l'envenimation se déroule sur plusieurs heures. Le venin doit pénétrer sous la peau et dans le sang pour devenir très actif. En revanche, s'il est ingéré ou en contact avec l'épiderme, il est sans effet. La trace de la morsure est double, car la vipère possède deux crochets à venin. En raison de sa taille réduite, la plaie peut parfois passer inaperçue, ou être confondue avec une écorchure bénigne de ronce, notamment lorsque la vipère n'a pas été vue ou si la victime est un jeune enfant qui ne peut s'exprimer.
Soins : Dans tous les cas, les mesures consistent à immobiliser la victime, à la tranquilliser et à alerter les secours pour une prise en charge hospitalière. Toutes les anciennes recettes (aspiration, garrotage, cautérisation…) sont à proscrire car dangereuses.
La majeure partie des morsures de vipères en Europe tempérée sont sans conséquences graves et sans séquelles, car généralement l'envenimation est faible. La réaction de l'organisme reste insignifiante (grade 0 correspondant à une simple trace de morsure) ou faible (grade 1 pour un œdème restant localisé) en raison d'une envenimation nulle ou limitée. La mise sous observation hospitalière avec un éventuel traitement symptomatique s'avère alors suffisante.
L'évolution peut être plus grave atteignant le grade 2 (œdème régional du membre et/ou symptômes généraux modérés) ou le grade 3 (œdème extensif atteignant le tronc accompagné de symptômes généraux sévères et/ou de troubles de la coagulation sanguine) et pouvant conduire à la mort. Les symptômes et les signes cliniques comprennent vomissements, diarrhée, douleurs abdominales, hypotension. Le traitement hospitalier, qui permet de sauver les victimes avec un taux d'efficacité très élevé, repose essentiellement aujourd'hui sur une immunothérapie antivenimeuse avec injection intraveineuse d'un sérum de nouvelle génération,.

## Menaces et protection

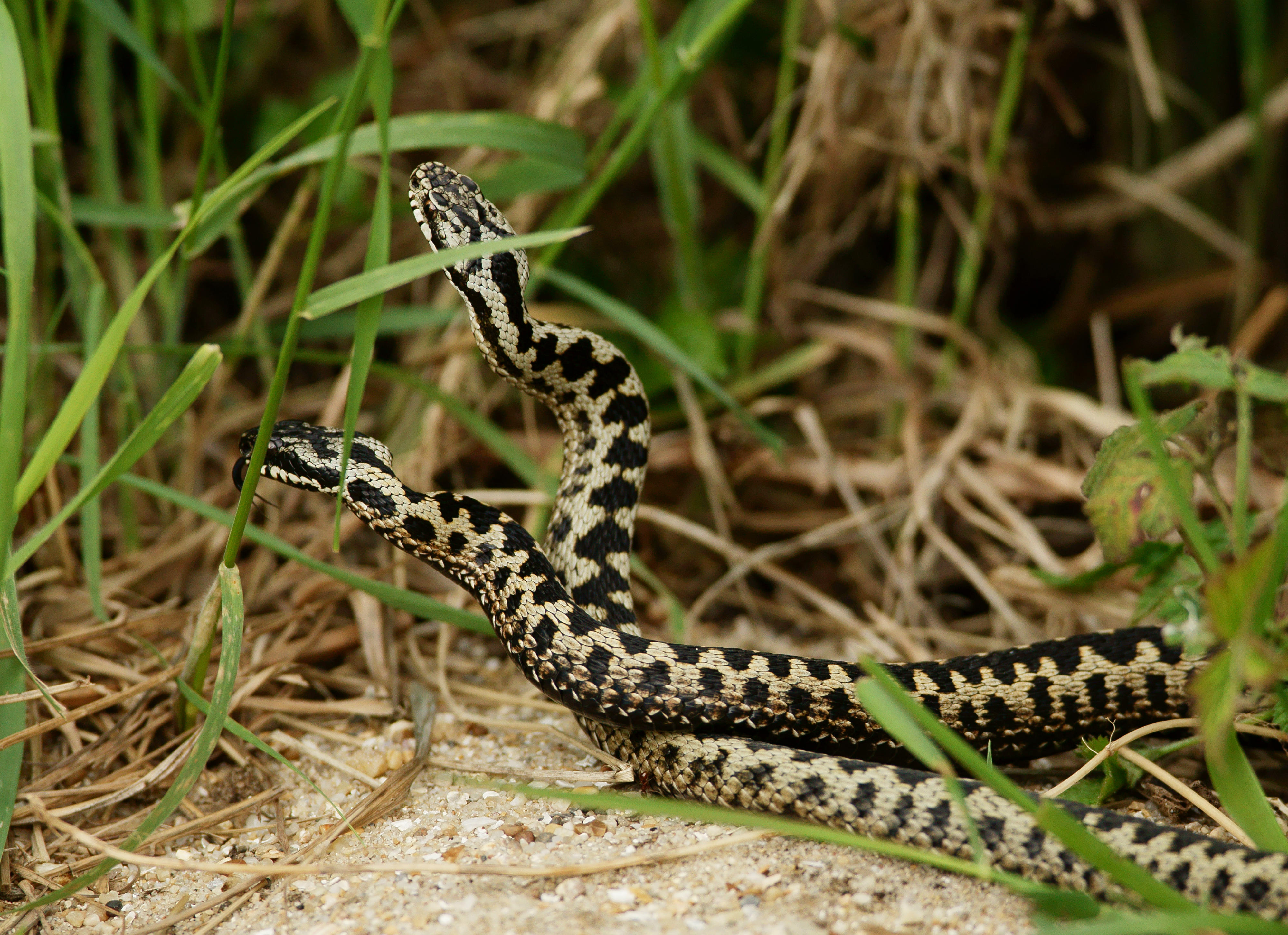
Combat entre mâles appelé « danse de vipères ». Les mâles ont généralement des motifs bien plus contrastés que les femelles, noirs sur fond clair.

Les vipères, a l'instar de nombreux reptiles, sont en voie de régression ou ont disparu d'une grande partie de leur aire de répartition. L'Union internationale pour la conservation de la nature classe la vipère péliade comme préoccupation mineureUICN (ref).
En Wallonie, l’espèce est classée en catégorie CR (en danger critique) dans la liste rouge des espèces menacées.
Elles ont autrefois été pourchassées (des primes étaient offerte en échange des cadavres). Des chasseurs de vipères fournissaient aussi les laboratoires d'écoles ou d'université, ou pour la production de sérum notamment (pour l'Institut Pasteur en France). À titre d'exemple, Paul Gourraud, chasseur de vipère, en capturait jusqu'à 2 000 par an. « Jusque dans les années 70, on prélevait dans la nature les reptiles pour les besoins de la science. Ensuite les labos ont créé des élevages, puis on a interdit la capture, pour les protéger ».
Les vipères sont notamment victimes des pesticides (insecticides, qui affectent aussi une partie de leurs proies), ainsi que de l'artificialisation, fragmentation et régression de leurs habitats.

Le morcellement de leur habitat notamment via le phénomène de mort routière, est l'une des causes de mortalités ou blessures de vipères, ainsi que d'appauvrissement de leur diversité génétique.
La crainte qu'elles ont inspirée durant des siècles (par le fait qu'elles soient dangereuses et que le serpent soit associé au diable) est également à l'origine de la mort de nombreuses vipères. Les vipères sont maintenant classées parmi les espèces protégées en France. Parmi les auteurs qui ont commencé au XXe siècle à mieux faire connaitre les reptiles et amphibiens et leur importance écologique figurent Fernand Angel, et Raymond Rollinat.

### Protection
- En Europe : l'espèce ne figure dans aucune annexe de la directive 92/43/CEE sur la conservation des habitats naturels ainsi que de la faune et de la flore sauvages. Elle est incluse dans l'Annexe 3 de la Convention de Berne (19 septembre 1979)[20].
- En Belgique : la vipère péliade est intégralement protégée en Région wallonne par le décret dit « Natura 2000 » du 6 décembre 2001 (espèce de l'annexe II) et en Région flamande par l'arrêté royal du 22 septembre 1980 sur la protection des espèces indigènes de batraciens et de reptiles[20].
- En France : elle bénéficie d'un statut de protection dans la liste de l'arrêté 19 novembre 2007 « fixant la liste des amphibiens et reptiles protégés sur l'ensemble du territoire[21] ». Ce statut de protection est confirmé dans un nouvel arrêté du 8 janvier 2021[22]

## Publications originales
- Linnaeus, 1758 : Systema naturae per regna tria naturae, secundum classes, ordines, genera, species, cum characteribus, differentiis, synonymis, locis, ed. 10 (texte intégral).
- Vedmederja, Grubant & Rudayeva, 1986 : On the question of the name of the black viper in the forest steppes of the European part of the USSR [in Russian]. Vestnik Khar'kovskogo Universiteta, n. 288, p. 83-85.
- Zarevsky, 1917 : Formes nouvelles du genre Vipera, trouvées dans l'empire russe: Vipera tigrina n.sp. and Vipera berus var. sachalinensis var nova?. Annuaire du Musée Zoologique de l'Académie des Sciences de Leningrad, vol. 21, p. 37.